# Dirt (album)
Dirt – drugi album studyjny amerykańskiego zespołu muzycznego Alice in Chains, opublikowany 29 września 1992 nakładem wytwórni Columbia. Procesem produkcji zajął się Dave Jerden. Sesja nagraniowa trwała od kwietnia do lipca 1992 w One on One Recording i Eldorado Recording Studios w Los Angeles w Kalifornii. Dirt demonstruje ewoluujący styl muzyczny zespołu, cechujący się mrocznym brzmieniem opartym na gitarowych riffach. Utwory są w głównej mierze autorstwa Layne’a Staleya i Jerry’ego Cantrella. Motywem przewodnim jest walka z uzależnieniem narkotykowym. Dirt promowało pięć singli – „Would?”, „Them Bones”, „Angry Chair”, „Rooster” i „Down in a Hole”.
Album uzyskał w większości entuzjastyczne recenzje ze strony krytyków, którzy zwracali uwagę na większą dojrzałość w porównaniu do debiutanckiej płyty oraz mroczny i przygnębiający nastrój zarówno w sferze brzmieniowej, jak i tekstowej. 17 października 1992 Dirt zadebiutował na 6. pozycji w zestawieniu Billboard 200. W 1993 został wyróżniony nominacją do nagrody Grammy w kategorii Best Hard Rock Performance with Vocal. Uważany jest za opus magnum wydane w złotej erze subkultury grunge’owej. Został również zamieszczony na liście „najlepszych albumów rockowych w historii”, a w 2017 sklasyfikowany przez redakcję „Rolling Stone’a” na 26. miejscu w rankingu „100 najlepszych metalowych albumów w historii”.
Pozostaje najlepiej sprzedającym się wydawnictwem w dyskografii Alice in Chains. 21 kwietnia 1993, przekroczywszy pułap 100 tys. kopii, otrzymał od organizacji Music Canada (MC) certyfikat platyny. 1 stycznia 1995 uzyskał od British Phonographic Industry (BPI) certyfikat złotej płyty za osiągnięcie nakładu 100 tys. sprzedanych egzemplarzy. 5 sierpnia 2022 amerykańskie zrzeszenie wydawców muzyki Recording Industry Association of America (RIAA) przyznało mu certyfikat 5-krotnej platyny po przekroczeniu progu sprzedaży 5 milionów nośników w Stanach Zjednoczonych. W październiku stowarzyszenie Australian Recording Industry Association (ARIA) przyznało albumowi certyfikat platyny za sprzedaż 70 tys. egzemplarzy.

## Geneza
Po zakończeniu tournée Clash of the Titans zespół, w celu dalszej promocji debiutanckiego albumu studyjnego Facelift (1990), udał się w trasę koncertową z Van Halen – For Unlawful Carnal Knowledge Tour. W trakcie jej trwania na żywo zadebiutował premierowy utwór „Junkhead”. Podczas tras w 1990 i 1991 grupa po raz pierwszy zagrała „Dirt”, „Rooster”, „Sickman” oraz „Would?”. Cameron Crowe, który przymierzał się do wyreżyserowania komedii romantycznej Samotnicy (1992), zwrócił się z prośbą do muzyków o nagranie utworu na ścieżkę dźwiękową do wspomnianego filmu. Członkowie Alice in Chains celowo podali zawyżoną cenę, dzięki czemu mogli zarejestrować demo, w skład którego weszło dziesięć kompozycji. Sesję zainaugurowano pod koniec listopada 1991 w London Bridge Studio w Seattle w stanie Waszyngton, przy współpracy Ricka Parashara. Zespół zainicjował nagrania materiału na drugi album studyjny i ścieżkę dźwiękową. Część z nich, utrzymana w stylistyce muzyki akustycznej, posłużyła za materiał na minialbumie Sap, opublikowanym 4 lutego 1992. Na epce gościnnie wystąpili Ann Wilson, Chris Cornell i Mark Arm. Muzycy pojawili się obok członków Pearl Jamu i Soundgarden w roli cameo w Samotnikach, występując w scenie spotkania się w klubie pary głównych bohaterów, podczas której wykonali „It Ain’t Like That” i „Would?”. Drugi z utworów został wydany na singlu promującym ścieżkę dźwiękową do filmu.
W połowie 1991, lub na początku 1992, Layne Staley po raz pierwszy udał się na leczenie odwykowe do Valley General Hospital w Monroe w stanie Waszyngton (w tej samej placówce w 1989 leczył się Andrew Wood z Mother Love Bone), spowodowane uzależnieniem od heroiny. Tamtejszy pobyt nie przyniósł oczekiwanego rezultatu, wskutek czego wokalista rozpoczął własną terapię odwykową, zamykając się w domu i pisząc teksty na nowy album. Jak wspominał:

To była długa, ciężka droga przez piekło. Postanowiłem przestać, bo gdy brałem, byłem nieszczęśliwy. Narkotyki już nie działały. Na początku był odlot, fajnie się czułem, ale pod koniec chodziło jedynie o podtrzymanie dawki – na zasadzie jedzenia koniecznego do przeżycia. Działałem jak robot. Na dodatek wszystkie moje lęki oraz problemy tylko się nasiliły. Tak zaczął się mój upadek. Dwa lata w piekle. Zaczęły się problemy. Pojawiły się nieporozumienia pomiędzy mną i chłopakami z zespołu. Kiedy bierzesz zamykasz się na wiele rzeczy. Nie dbasz praktycznie o nic. Jesteś tylko ty i heroina. Szczęśliwie nigdy nie zatraciłem swojej osobowości […] Dlatego udało mi się wyjść z nałogu”.

## Nagrywanie

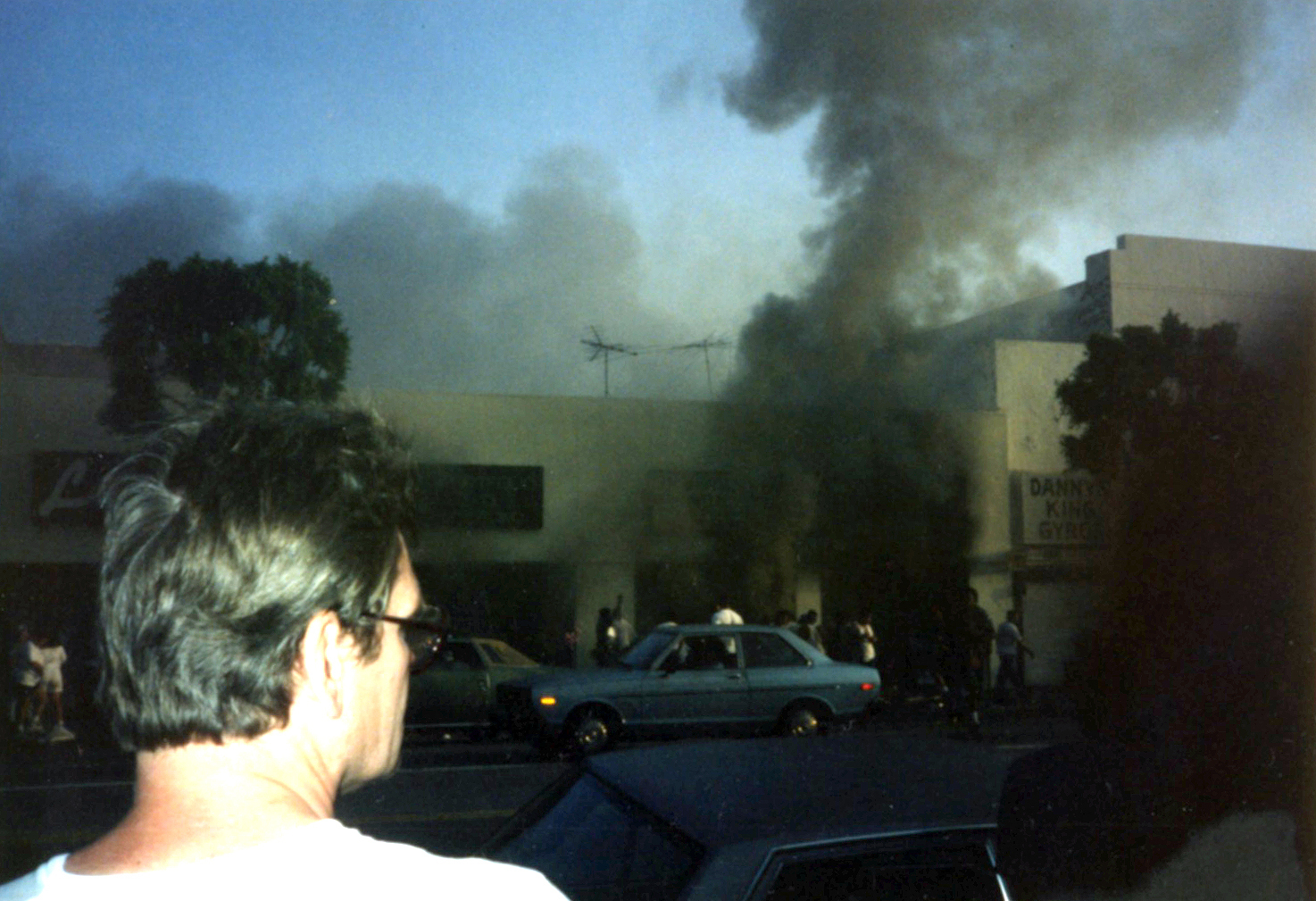
Z powodu wybuchu zamieszek w Los Angeles w 1992, prace nad albumem wstrzymano na tydzień. Ich przebieg miał znaczący wpływ na finalny kształt płyty

Przed rozpoczęciem procesu nagrań, Dave Jerden wraz z Jerrym Cantrellem i Nickiem Terzo szukali studia do nagrywania. Jedną z opcji było położone na ranczu George’a Lucasa Skywalker Sound, mieszczące się nieopodal San Francisco w Kalifornii, jednak zrezygnowano z niego ze względu na zbyt duże koszta. Producent wybrał One on One Recording w Los Angeles, w którym zrealizowano m.in. …And Justice for All (1988) i Black Album (1991) Metalliki. Muzycy wynajęli dom w górach nieopodal Malibu, gdzie przez pięć dni odbywali próby poprzedzające wejście do studia. Sesję zainaugurowano 27 kwietnia. Jerden przyznał, że demonstracyjne wersje utworów były dobrze rozwinięte. Dwa dni po rozpoczęciu prac na ulicach Los Angeles wybuchły zamieszki wywołane uniewinnieniem czterech policjantów, oskarżonych o brutalne pobicie czarnoskórego taksówkarza Rodneya Kinga w 1991. „Byliśmy właśnie w Studio City to Venice, kiedy wybuchły zamieszki. Zadzwoniliśmy do Toma Arayi ze Slayera i udaliśmy się do niego, aby przeczekać ten gorący okres. Nigdy tego nie zapomnę” – relacjonował Cantrell. Nagrania wstrzymano na tydzień, z powodu obowiązującej godziny policyjnej. W studiu znajdował się dużych rozmiarów ekran telewizyjny, na którym muzycy i personel obserwowali zniszczenia, będące wynikiem licznych podpaleń w mieście.
Inżynierem dźwięku został Bryan Carlstrom, pełniący funkcję asystenta w trakcie prac nad Facelift (1990). Przestrzeń studia wykorzystano w podobny sposób, jak miało to miejsce podczas nagrywania debiutu; muzycy grali w dużym pomieszczeniu, a wzmacniacze gitarowe znajdowały się w osobnych pokojach, podobnie jak Staley, który partie wokalne rejestrował w specjalnie zbudowanej budce. Przygotowując się do nagrań, Carlstrom wypożyczył przeszło trzydzieści typów wzmacniaczy lampowych, przedwzmacniaczy, kompresorów dynamiki i korektorów, sprawdzając ich interakcję z instrumentami i mikrofonami, po czym wybierał najlepszą opcję, a do strojenia gitar używał sprzęt marki Summit Audio.
Perkusję nagrano poprzez miksowanie bezpośredniego sygnału z mikrofonów skierowanych na zestaw perkusyjny i przy użyciu systemu głośników wielodrożnych, wykorzystywanych zwykle podczas występów na żywo. Carlstrom i Jerden skorzystali też z dwóch 33-calowych niskotonowych (basowych) kevlarowych głośników. „Jeden z nich był usytuowany po lewej, natomiast drugi po prawej stronie zestawu perkusji. Ułożyliśmy dwa 15-calowe zestawy głośników (woofer) po każdej stronie zestawu, a w następnej kolejności na górze zamontowaliśmy dość masywny system nagłośnienia. Gdy Sean [Kinney] nagrywał, wychodziliśmy z pokoju, bo można było odnieść wrażenie, że całe pomieszczenie za chwilę eksploduje. Zastosowaliśmy to do każdego utworu na albumie” – wspominał Carlstrom. Przy nagrywaniu dźwięku perkusji użyto mikrofonów AKG (modele AKG C451 i C24), Altec 663A, Neumann (U87 i M50), Sennheiser MD 421 i Shure SM57. AKG 451, 663A i SM57 usytuowano przy bębnie basowym, MD 421 i SM56 zamontowano na tom-tomach – pierwszy na górze, drugi na dole. Wokół zestawu rozstawiono U87. C451 zainstalowano przy ridzie, a C24 na samej górze zestawu. Po bokach znajdowały się M50. Pięć metrów naprzeciw bębna basowego ustawiono kondensator Neumann U47 FET.

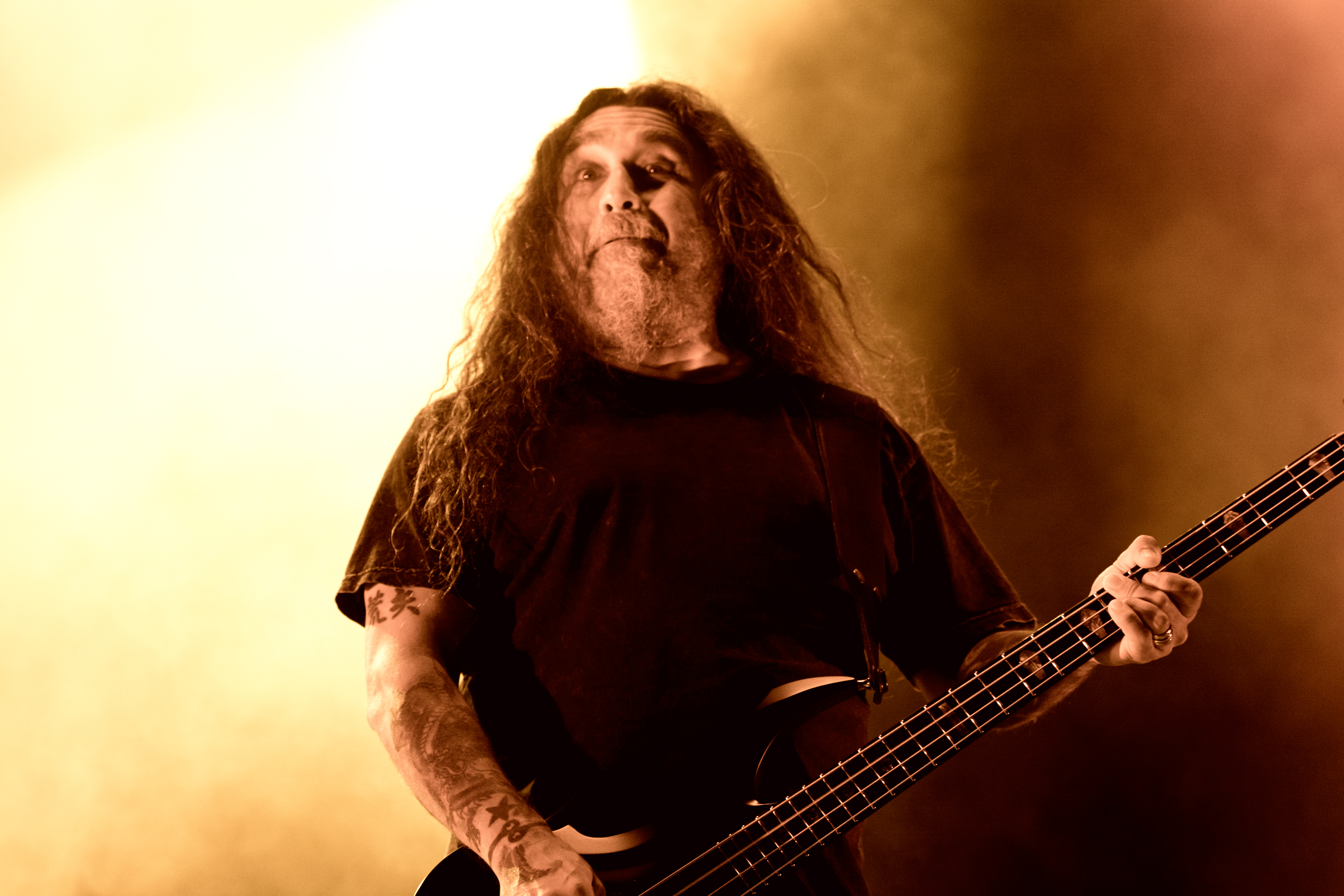
Na płycie gościnnie wystąpił Tom Araya, udzielając głosu w „Untitled”

Partiom gitary basowej przypisano trzy ścieżki. Pierwsza zawierała sygnał przechodzący przez standardowy wzmacniacz Ampeg SVT; druga Tech 21 SansAmp, a w ostatniej sygnał nagrywano z przedwzmacniacza lampowego z wbudowanym efektem chorus. Cantrell korzystał z gitar elektrycznych G&L Rampage i Gibson Les Paul, a partie akustyczne rejestrował na gitarze klasycznej oraz na gitarach sześcio- i dwunastostrunowych Taylor. Wśród użytych przez niego efektów były modele flanger, Vox i wah-wah Dunlop CryBaby, zaprojektowany dla Jeffa Becka i Jimiego Hendrixa. Partiom gitary rytmicznej przypisano średnio sześć ścieżek: osobno dla lewego i prawego kanału, podobnie jak dla każdej z gitar Cantrella. Do uzyskania odpowiedniego brzmienia wykorzystano podwójny prostownik, wzmacniacze Haflera, przedwzmacniacz Bogner Fish, wzmacniacz słuchawkowy Rockman i kolumny Marshalla. Partie solowe rejestrował przy użyciu wzmacniacza Matchless EC-30 (m.in. w „God Smack”) i 100-watowego Marshalla z 1971. Nagrawszy podstawowe ścieżki gitar i perkusji, produkcję przeniesiono do Eldorado Recording Studios (obecnie Burbank w hrabstwie Los Angeles), gdzie rozpoczęto nagrywanie wokali, overdubbing basu, gitar, edycję i miksowanie.

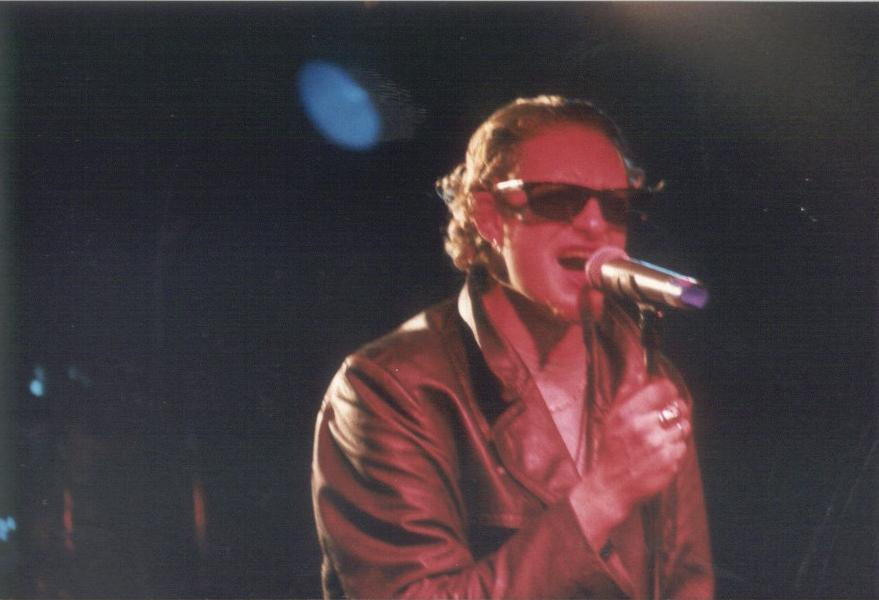
Powrót do nałogu narkotykowego przez Staleya w trakcie sesji miał bezpośredni wpływ na relacje wokalisty z producentem Dave’em Jerdenem

Prace wznowiono 19 maja. Przez kilka dni trwał proces konfigurowania urządzeń, montażu oraz przenoszenia nagranego materiału na czterdziestoośmiościeżkową taśmę cyfrową. Od maja do lipca odbywał się overdubbing basu i gitar. Staley rozpoczął proces nagrywania wokali 17 czerwca. Podczas sesji rozwinął styl, który stał się jego charakterystycznym brzmieniem: samodzielnie nawarstwiał swoje partie poprzez nagrywanie dwóch lub trzech ścieżek wokalu w wielu interwałach. Technika ta, zwana spiętrzonymi wokalami (ang. stacked vocals), była, zdaniem Jerdena, „całkowicie Layne’a”. Carlstrom uważał, że „choć umieściliśmy kilka efektów podczas procesu miksowania na jego głosie, to rzeczywistym skutkiem dla śpiewu było to nawarstwianie melodyki i harmoniki jeden na drugim”. Prócz tworzenia tekstów, skomponował też dwa utwory – „Hate to Feel” i „Angry Chair”.
Powrót do nałogu przez Staleya miał bezpośredni wpływ na jego śpiew i relacje z producentem. Jerden nie akceptował obecności wokalisty w studiu pod wpływem narkotyków. „Najwyraźniej się na mnie wściekł. Ale co jest moim zadaniem jako producenta? Zrobienie płyty. Nie dostaję pieniędzy za bycie przyjacielem Layne’a” – wspominał. W trakcie jednej z kłótni urażony Staley opuścił teren studia. Gdy Jerden zatelefonował do niego z przeprosinami, muzyk przyjął argumentację producenta, który tłumaczył, że zależy mu na zrobieniu „dobrej płyty”. Po tygodniu wznowiono proces nagrywania wokali. W ocenie Carlstroma „Layne rzeczywiście zbudował sobie małą budkę wokalną, więc gdy był w środku, nikt nie mógł go zobaczyć. Gdy był w tej małej przestrzeni, gdzie okna były pokryte, był właścicielem chorego świata […] Wyposażyłem mu tę małą przestrzeń w mikrofon Neumann M 49”.
Następnie swoje wokale i partie harmonijne nagrywał Cantrell. Aby lepiej uchwycić harmonizację wokalną, Carlstrom korzystał z mikrofonu kardioidalnego Telefunken ELA M 251E. „Lubiliśmy używać tego mikrofonu, kiedy Jerry nagrywał swoje partie harmonijne […] Korzystaliśmy również z kompresorów Summit, ponieważ ograniczają dynamikę, dzięki czemu nigdy nie odnosi się wrażenia, że wokal jest zbyt głośny lub miękki” – argumentował. W trakcie nagrywania ścieżek wokalnych na Facelift zarówno Staley, jak i Cantrell byli obecni na procesie rejestrowania wspólnych partii. W przypadku Dirt Carlstrom zrezygnował z tego pomysłu; Staley był obecny jedynie na nagrywaniu swoich partii. Cantrell rejestrując drugi wokal czerpał inspirację z klasyków, wykonywanych w młodości w chórze szkolnym; od tradycyjnych dzieł a cappella z XVI wieku, po utwory Béli Bartóka.
Na przełomie czerwca i lipca Cantrell i Staley kończyli proces dogrywania swoich partii do utworów „Down in a Hole”, „Rooster”, „Rain When I Die”, „Dirt”, „Angry Chair” i „Sickman”. 10 lipca Staley zarejestrował partie wokalne dla „Fear the Voices”. Mike Starr, autor utworu, nie był zadowolony z efektów, co doprowadziło do konfliktu i odrzucenia kompozycji – w 1999 została ona opublikowana w formacie singla promującego kompilacyjny box set Music Bank. Nagrany podczas listopadowej sesji „Lying Season” również wszedł w skład Music Bank. Od 13 do 29 lipca Jerden i asystentka Annette Cisneros pracowali nad miksami. Dla uzyskania efektu pogłosu zastosowano analogowe urządzenia Lexicon 224 i 480, a także cyfrowe opóźnienie AMS (ang. digital delay line). Proces miksowania wykonano przy użyciu konsoli Solid State Logic w Eldorado Recording Studios. Od 5 do 7 sierpnia Carlstrom pracował nad kolejnością utworów, po czym album poddano masteringowi. Jedynym wyjątkiem był „Would?” – nagrany w Seattle na potrzeby Singles: Original Motion Picture Soundtrack (1992) – którego miks wykonali Jonathan Plum i Parashar.

## Analiza

### Muzyka

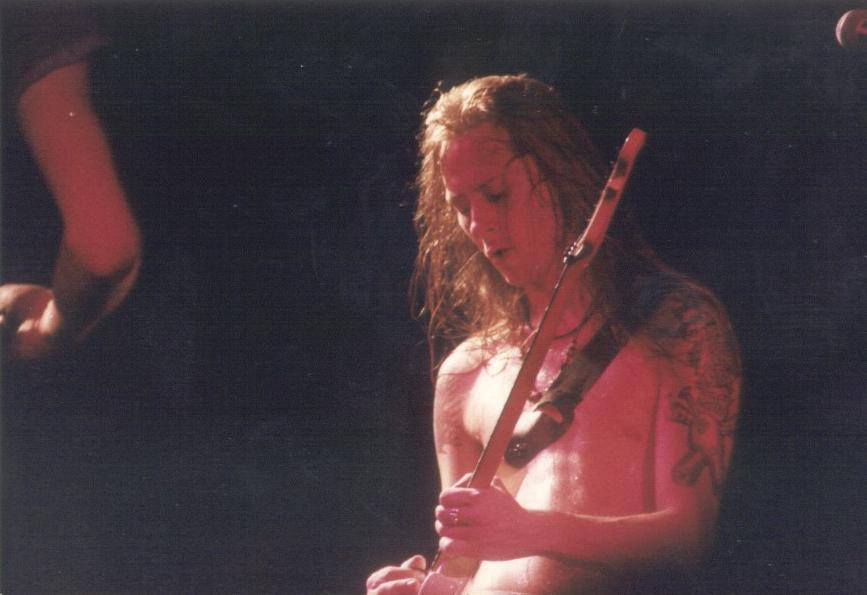
Zdaniem Cantrella Dirt jest mrocznym albumem, choć w założeniu nie miał być przygnębiający

Połowa materiału z Dirt została napisana w trakcie tournée Clash of the Titans w 1991, a drugą połowę skomponowano na miesiąc przed rozpoczęciem sesji. W przeciwieństwie do Facelift (1990), większość piosenek, które napisał Cantrell, była wynikiem współpracy zespołu. Miesiąc przed wejściem do studia muzycy mieli w pełni gotowych pięć utworów, wobec czego na próbach każdy z nich brał czynny udział w komponowaniu, mimo odmiennych upodobań muzycznych. Staley zarejestrował na czterościeżkowym magnetofonie dwie kompozycje – „Angry Chair” i „Hate to Feel”, które zyskały aprobatę pozostałych. Wokalista podkreślał, że melodyjność albumu była wypadkową różnych stylów i upodobań muzyków, którzy inspirowali się takimi wykonawcami, jak m.in. Black Sabbath, Led Zeppelin, Rush czy Slayer. Z kolei według Cantrella Dirt cechował się większą swobodą, a muzycy, w przeciwieństwie do Facelift, pozostali bardziej wierni wersjom nagranym na demie.
Jedynie w trzech piosenkach Cantrell zastosował niski strój D (ang. drop D; m.in. w otwierającym „Them Bones” oraz w „Dam That River”), poprzez obniżenie E6 o jeden ton do D. W pozostałych zrezygnował z podstawowej częstotliwości wynoszącej 440 Hz, obniżając ją o pół tonu w dół (podobnie jak czynił to Hendrix), stosując strój Eb-Ab-Db-Gb-Bb-Eb. Nie był również dobrze zaznajomiony z teorią muzyki, w tym z akordami i skalą, przez co większość utworów komponował intuicyjnie. Opracowywał riffy i szlifował je w trakcie gry aż do momentu uzyskania odpowiedniego dźwięku.
Warstwa muzyczna na Dirt czerpie inspirację z wielu źródeł, takich, jak m.in. metal alternatywny, sludge metal, klasyczny heavy metal i hard rock spod znaku Black Sabbath i Led Zeppelin, folk rock w stylu Crosby, Stills and Nash, brytyjski blues-rock wzorowany na Cream czy też rock eksperymentalny Franka Zappy. Jeff Gilbert z „Guitar World” przyznał, że „album zawiera śmiałe rozwiązania, zmysłowe paraliżujące dźwięki i riffy oraz przełomowe harmonie wokalne”. Według autora otwierający zestaw „Them Bones” charakteryzuje się „burzącym i kapitalnym akordem”. „Down in a Hole” określał mianem „zręcznej i wrażliwej”, a „Sickman” przyrównywał do „psychodelicznej przejażdżki rollercoasterem”. Ric Albano z „Classic Rocka” twierdził, że ballada „Down in a Hole”, ze względu na zróżnicowane brzmienie partii gitar, przypomina klasyczny styl lat 80., natomiast „Hate to Feel” porównywał do „Dazed and Confused” w wersji Led Zeppelin z ich debiutu z 1969. Michael Christopher przyznawał w PopMatters, że „Junkhead” jest „kwintesencją formy muzycznej”, a brzmienie gitar i basu opisał „jakby było przeciągane przez Rancho La Brea”. Jordan Babula z „Teraz Rocka” zwracał uwagę na riffy inspirowane Black Sabbath, urozmaicone tempa i rytmikę, dodając, iż jest to „uwodzicielsko mroczna, porażająco szczera, inteligentnie czadowa, genialna płyta”.

### Teksty

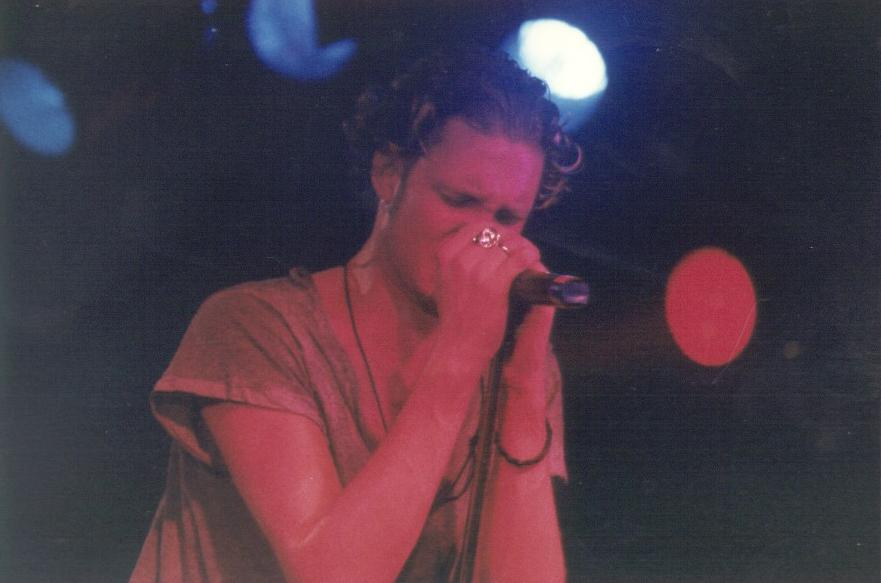
Staley w tekstach poruszył tematykę osobistej walki z uzależnieniem

Lirycznie album jest mroczny. W tekstach wyczuwalne są stany depresji, nihilizmu, posępności, przygnębienia, samotności i śmierci. Porusza on również takie tematy i wątki, jak alienacja, choroba, gniew, przemoc, skomplikowane relacje interpersonalne, strach i rozpacz. Cantrell określał teksty mianem „super mocnych”, a treść definiował jako „bardzo ciężką”. Jego zdaniem był to znaczący krok naprzód w stosunku do Facelift, porównywalny do tego, jaki Nirvana poczyniła pomiędzy Bleach (1989) a Nevermind (1991). Podkreślał, że tworzenie warstwy lirycznej było dla zespołu formą „twórczej terapii”. Mike Boehm z „Los Angeles Timesa” pisał, że „najnowszy album zespołu, Dirt, szura po dnie z litanią skarg śpiewanych z głębokiej otchłani rozpaczy, wstrętu do samego siebie i niekończącej się niedoli”.
Motywem przewodnim jest uzależnienie narkotykowe, do którego odnosi się większość zawartych na albumie utworów. W opinii dziennikarza Davida de Soli, autora książki Alice in Chains: The Untold Story (2015), Staley „napisał na tym albumie ponure, brutalnie szczere obrazy uzależnienia od narkotyków”. Z kolei Jerden uważał, że teksty do „Sickman” i „Junkhead” dotykały tematu niepokoju, tortury fizycznej i psychicznej udręki. Utwory od „Junkhead” do „Angry Chair” ułożono w określonej kolejności, wpisującej się we wspólną historię – od początkowego, naiwnego gloryfikowania zażywania narkotyków, po uświadomienie sobie popełnionego błędu. Dla Cantrella koncepcyjna część skupiała się na ewolucji postaci i jej charakteru; głównym założeniem była chęć poznania i zrozumienia istoty problemu, a nie próba oceniania kogokolwiek. Staley przyznał, że koncepcyjna część stanowiła przekrój jego życia z ostatnich trzech lat, a ułożenie piosenek w odpowiedniej kolejności przyrównywał do historii człowieka, zdającego sobie sprawę, że narkotyki nie złagodzą bólu, ani nie rozwiążą problemu. Pomogą jedynie zbliżyć się do prywatnego piekła.
Tworząc teksty Staley czytał książkę Złe miejsce pióra Deana Koontza z 1990. Według pisarki Holly George-Warren, współredaktorki książki The Rolling Stone Encyclopedia of Rock & Roll (2001), utwory „Junkhead”, „Dirt”, „God Smack”, „Hate to Feel” i „Angry Chair”, w otwarty sposób ukazują rodzaj autodestrukcji i zmęczenia psychicznego. Michael Christopher opisał „God Smack” jako „skraj szaleństwa na schizofrenię”. Przykładami utworów traktujących o relacjach interpersonalnych są „Rain When I Die” i „Down in a Hole”, w których wyczuwalne są stany melancholii, samozniszczenia, tęsknoty i utraty. Christopher podkreślił, że „Rain When I Die” charakteryzuje się powolnym tempem, efektem wah-wah oraz posępną liryką, przypominającą „namiętną, rosnącą depresję”. Recenzent zaznaczył, że w „Angry Chair” Staley rozlicza się z własnym bólem oraz wewnętrznymi demonami.
Komentując poszczególne znaczenia liryk utworów, Cantrell twierdził, że „Them Bones” porusza kwestię własnej śmierci oraz ma na celu uświadomienie, iż nie żyje się wiecznie i śmierć jest nieunikniona. Tekst „Dam That River” nawiązuje do kłótni pomiędzy gitarzystą a Kinneyem. „Była idiotyczna, ale pokazała jak w obliczu emocji sprawy wymykają nam się z rąk. Ostatecznie znowu jesteśmy przyjaciółmi, prawie braćmi, lecz podobne przypadki zdarzają się od czasu do czasu i nie ma na nie rady” – relacjonował na łamach „Metal Hammera”. Liryka „Rain When I Die” odnosi się do obumierania stosunków międzyludzkich. Jak wspominał Cantrell: „Słowa napisaliśmy razem z Layne’em, i choć dotyczą dwóch różnych dziewcząt, opisują taką samą sytuację. Kochać kogoś jest bardzo trudną rzeczą. Pojawia się tyle spraw o które należy się troszczyć i pielęgnować je. Gdy sobie odpuścisz, związek umiera w zastraszającym tempie”. Również tekst do „Down in a Hole”, mający emocjonalny charakter, porusza wątek relacji interpersonalnej; opowiada o związku Cantrella z dziewczyną. Muzyk przyznał, że w owym czasie był zbyt mało dojrzały, a ich relacja się skończyła, choć z początku wyglądała na silną. W „Rooster” Cantrell opisał trudne stosunki ze swym ojcem, weteranem wojny wietnamskiej. Odnosząc się do liryk „Junkhead”, „Dirt”, „God Smack”, „Hate to Feel” i „Angry Chair” mówił: „Wydaje mi się, że tworzą całość, opowiedzianą z punktu widzenia człowieka, który miał problemy z narkotykami i zbyt rozrywkowym życiem”. Zamykający „Would?” został napisany w 1990 i jest hołdem złożonym dla zmarłego frontmana Mother Love Bone, Andrew Wooda, który był przyjacielem gitarzysty.

## Oprawa graficzna
27 kwietnia 1992 Rocky Schenck spotkał się z członkami zespołu, by porozmawiać o nowym albumie i teledyskach. 7 maja udał się on do studia, gdzie miał możliwość przesłuchania fragmentu premierowego materiału, który, jak wspominał, „całkowicie mnie zdmuchnął”. Okładka przedstawiała nagą kobietę pochowaną w Ziemi tuż po erozji na pustyni, gdzie w tle widoczne są góry i pomarańczowe niebo. W wywiadzie dla czasopisma „Revolver” Schenck przyznał, że „to był pomysł chłopaków z zespołu aby stworzyć model nagiej dziewczyny pochowanej na pustyni, martwej lub żywej”. Sesja odbyła się 14 czerwca w prywatnym studiu Schencka w Hollywood pod nadzorem Kinneya, i trwała kilka godzin. Efekt popękanej pustynnej podłogi uzyskano z gliny rozwałkowanej na piankowym rdzeniu uniesionym na pudełkach po jabłkach. W środku piankowego rdzenia znajdowało się wycięcie, w które modelka mogła się wsunąć, aby stworzyć wrażenie na wpół zakopanej w pustynnej podłodze. Schenck wyciął z niego fragmenty pozwalające na skomponowanie modelu gór, a za nimi umieszczono malowane tło nieba. W sesji wystąpiła 21-letnia amerykańska aktorka i modelka Mariah O’Brien, z którą fotograf współpracował przy okładce do singla „Bitch School” Spinal Tap z 1992. „Miała ona w tym czasie krótkie włosy, więc musieliśmy użyć długiej peruki tak, aby wpłynęła artystycznie na pustynną podłogę” – wspominał. Gdy O’Brien zajmowała miejsce w specjalnym wycięciu na piankowym rdzeniu, jej głowę ekipa uszczelniała większą ilością gliny, którą następnie osuszała suszarką do włosów. Aktorka spędzała w tej pozycji wiele godzin, podczas gdy Schenck próbował odpowiednich efektów świetlnych i podejść wizualnych. Przez lata błędnie sądzono, że w roli modelki wystąpiła Demri Lara Parrott, partnerka Staleya. Matka dziewczyny wspominała, że jej córka wielokrotnie była zmuszana zaprzeczać pytaniom, czy to ona znajduje się na okładce. Parrott czuła rozżalenie i zdenerwowanie decyzją o wyborze modelki, łudząco podobnej do niej.
Staley, odnosząc się do interpretacji okładki i nazwy albumu, przyznawał: „Ta okładka albumu… lubię to nazywać «zemstą». Piosenka «Dirt» została napisana dla pewnej osoby, która zasadniczo zakopała mój tyłek, więc kobieta na okładce albumu jest w pewnym sensie portretem tej osoby, która jest wessana w błoto […], zamiast mnie. Zdjęcie jest jej dokładnym odwzorowaniem, a to nawet nie było zaplanowane. Właściwie byłem z tego powodu bardzo zły, kiedy pierwszy raz to zobaczyłem – ona też nie jest z tego powodu zadowolona […] To było naprawdę niesamowite”.
Steve Huey z AllMusic napisał o okładce albumu, iż jest „odstraszająca”. Dizajnem zajął się Doug Erb, a logo wykonał David Coleman. Dyrektorem artystycznym została Mary Maurer. Alternatywna wersja okładki przedstawiona jest w takim samym stylu, tyle że nie ma na niej kobiety (Schenck sfotografował kilka ujęć pustynnej podłogi, w której znajdował się odcisk ciała leżącej kobiety i pozostawiona na miejscu peruka). Książeczka dołączona do albumu zawiera teksty utworów, zdjęcia zespołu oraz charakterystyczny rysunek słońca na czerwonym tle stworzony przez Staleya.

## Wydanie
Bryan Carlstrom, zakończywszy pracę nad albumem, nie był zadowolony z efektów po przesłuchaniu surowych wersji miksu wszystkich trzynastu kompozycji. Uważał, że każda z nich brzmi tak samo, przez co ludzie znienawidzą płytę, a on sam nie dostanie więcej ofert pracy. Również Dave Jerden miał mieszane odczucia. Z jednej strony twierdził, że praca nad Dirt była jednym z najlepszych momentów w jego życiu, z drugiej wyrażał ubolewanie, że w trakcie sesji krzyczał na Staleya, przez co jego relacje z muzykami uległy pogorszeniu.
Premiera Dirt miała miejsce 29 września, choć niektóre źródła podawały datę 25 września. Jerden ocenił, że drugi album studyjny Alice in Chains, w porównaniu do Facelift (1990), jest „zupełnie inną płytą, ponieważ został napisany na podstawie emocjonalnych i osobistych doświadczeń”. Według producenta to był główny powód, dla którego album rezonuje z tak wieloma ludźmi. „Wiele osób uwielbia tę płytę, ponieważ jest prawdziwa” – argumentował. Greg Prato, autor książki Grunge Is Dead: The Oral History of Seattle Rock Music (2009), przyznawał, że sukces zespołu stał się jeszcze większy wraz z wydaniem Dirt.
Z powodu błędu ze strony wytwórni Columbia, pierwsze wydania Dirt zawierały nieprawidłową kolejność utworów. W australijskich, europejskich oraz kanadyjskich edycjach „Down in a Hole” zamieszczono pomiędzy „Angry Chair” i „Would?”, psując tym samym koncepcyjne ułożenie utworów. W wersji australijskiej „Untitled” występuje pod nazwą „Iron Gland”. W japońskim wydaniu Dirt również popełniono błąd. Na dystrybuowanym przez Sony albumie „Down in a Hole” ponownie umieszczony jest jako przedostatni, a „Untitled” w ogóle nie pojawia się w zestawie.
Po premierze płyty, na której część tekstów odnosiło się do uzależnienia narkotykowego, Staley stał się obiektem zainteresowania opinii publicznej. Muzyk w wywiadach był często pytany przez dziennikarzy o temat narkotyków. Gdy wokalista odmówił prasie udzielania jakichkolwiek wyjaśnień dotyczących problemów z uzależnieniem, pytania te adresowano do pozostałych członków zespołu, co z czasem zaczęło wywoływać ich poirytowanie oraz znużenie. Staley nosił się również z zamiarem opuszczenia Seattle, gdzie – jak podkreślał – wyrobił sobie opinię osoby lubiącej narkotyki. Carlstrom wspominał, że nigdy osobiście nie spotkał żadnej osoby, która zażywałaby narkotyki z powodu albumu. Jednocześnie wysnuwał przekonanie, że ludzie mogli je brać, przesłuchawszy płytę Alice in Chains. W 1996 Staley na łamach „Rolling Stone’a” wyrażał ubolewanie z powodu niezrozumienia przez fanów przesłania jego tekstów: „Nie chciałem, by moi fani myśleli, że heroina jest fajna. Ale zdarzały się sytuacje, kiedy podchodzili do mnie z kciukiem uniesionym do góry i mówili, że są naćpani. Dokładnie tego nie chciałem”. Kinney wspominał, że album brzmiał jak „to, co odbijało się echem w naszych głowach w tamtym czasie”.
23 listopada 2009 Dirt ukazał się w zremasterowanej wersji na 180 gramowym winylu o numerze katalogowym MOVLP037. 23 września 2022, w związku z obchodami 30. rocznicy premiery albumu, Columbia i Legacy (oddział Sony), wydały jubileuszowy box set. W jego skład weszły m.in. dwie 12”-calowe winyle LP w pomarańczowym kolorze (sieć Walmart oferowała ekskluzywne tłoczenie w kolorze jabłkowym) i standardowe CD ze zremasterowanym dźwiękiem, pięć singli promujących na 7”-calowych kolorowych winylach i z nową grafiką, 80-stronicowa książka w twardej oprawie, grafiki inspirowane Dirt autorstwa różnych artystów, plakaty, przedrukowane setlisty i figurka kobiety z okładki wykonana z żywicy.

## Promocja

### Single

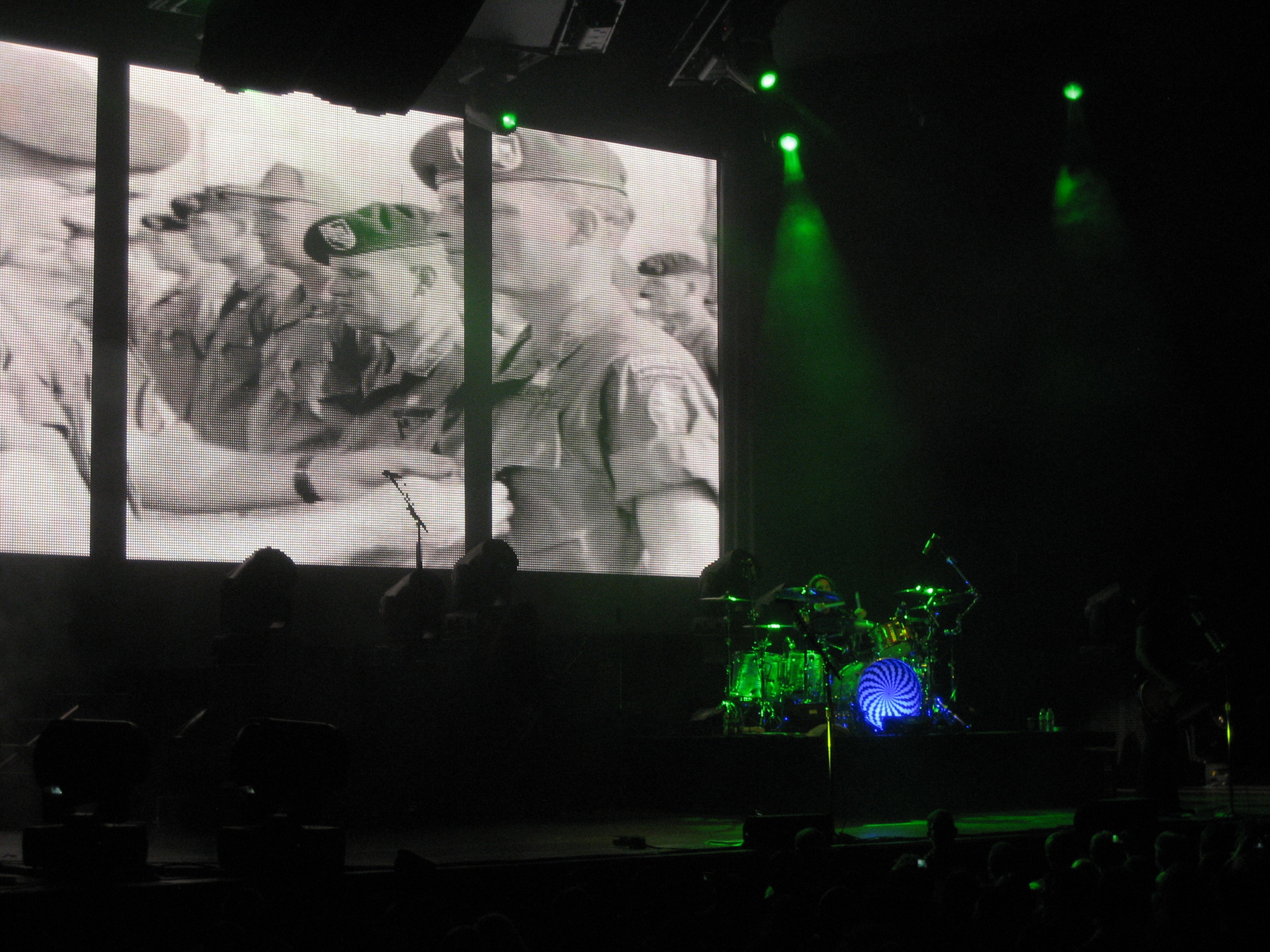
Zespół Alice in Chains tuż przed wykonaniem utworu „Rooster” w ramach Blackdiamondskye w Molson Amphitheatre w Toronto, 18 września 2010. Na telebimie widoczny jest kadr nawiązujący do tematyki kompozycji

Dirt był promowany przez pięć singli – „Would?”, „Them Bones”, „Angry Chair”, „Rooster” i „Down in a Hole”. Pierwszy z nich ukazał się latem 1992 na ścieżce dźwiękowej do filmu Samotnicy. Utwór Alice in Chains okazał się przebojem w rozgłośniach radiowych emitujących alternatywną muzykę. Jako pierwszy w dorobku zespołu dostał się na australijską listę Top 100 Singles Chart, zajmując 69. pozycję. Odnotowano go także na listach w Europie, gdzie uplasował się na 17. miejscu w Finlandii, 33. w Holandii i 19. w Wielkiej Brytanii. W Stanach Zjednoczonych osiągnął 31. lokatę na Album Rock Tracks „Billboardu”. Teledysk wyreżyserowali Crowe i Josh Taft (drugi z nich współpracował z zespołem przy realizacji VHS Live Facelift; 1991). Zdjęcia nagrywano w klubie Under the Rail w Seattle.
Drugi singel „Them Bones” także dostał się na notowania w Australii (93. pozycja) i Europie, gdzie dotarł do 22. miejsca irlandzkiej listy Top 100 Singles i 26. na UK Singles Chart. W Stanach Zjednoczonych singel odnotowano w Top 30. na listach „Billboardu” – Album Rock Tracks, plasując się na 24. lokacie, oraz Modern Rock Tracks, osiągając miejsce 30. Teledysk wyreżyserował Rocky Schenck (wcześniej odpowiadał on za realizację wideoklipu do „We Die Young” z albumu Facelift [1990]).
Trzecim singlem promującym Dirt był „Angry Chair”. Podobnie jak „Them Bones”, dostał się na listy w Wielkiej Brytanii – 28. miejsce w Irlandii i 33. w zestawieniu UK Singles Chart. Osiągnął 34. pozycję na Album Rock Tracks oraz 27. na Modern Rock Tracks „Billboardu”. Zdjęcia do teledysku nagrywano w Nowym Jorku, a za reżyserię odpowiadał Matt Mahurin. 
Na czwarty singel wybrano „Rooster”. Dotarł on do 7. miejsca na Album Rock Tracks, co było najwyższą pozycją, jaką kompozycja Alice in Chains osiągnęła w owym czasie na liście publikowanej przez „Billboard”. Teledysk w reżyserii Marka Pellingtona, z uwagi na zbyt dużą ilość brutalnych scen, ukazujących okrucieństwo wojny, emitowano w MTV w ocenzurowanej i skróconej wersji, co spotkało się ze sprzeciwem Cantrella.
Ostatnim singlem była ballada „Down in a Hole”, która dotarła do 29. pozycji w Irlandii oraz 36. na UK Singles Chart. W Stanach Zjednoczonych utwór osiągnął 10. lokatę na Album Rock Tracks. Teledysk w reżyserii Nigela Dicka premierę miał we wrześniu 1993.

### Trasa koncertowa

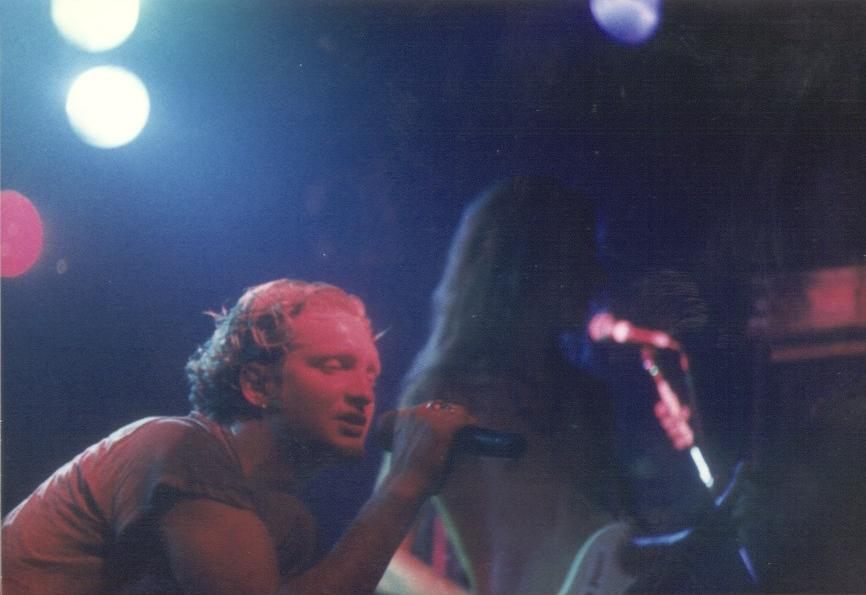
Staley i Cantrell podczas występu w The Channel w Bostonie, 27 listopada 1992

Muzycy rozpoczęli koncertowanie przed premierą Dirt. Pierwszym etapem poprzedzającym oficjalną trasę było regionalne mini Shitty Cities Tour wzdłuż północno-zachodniego wybrzeża na przełomie sierpnia i września 1992 przy wsparciu zespołu Gruntruck. Członkowie Alice in Chains wyrażali podekscytowanie z możliwości występowania w roli headlinera. 15 września zainaugurowali tournée promujące album. Początkowo występowali w charakterze gościa specjalnego na trasie No More Tours Ozzy’ego Osbourne’a, który promował szósty solowy album studyjny No More Tears (1991). Składała się ona z 29 koncertów zagranych w Ameryce Północnej. W jej trakcie Staley złamał lewą stopę podczas jazdy quadem i na scenie występował o kulach oraz na wózku inwalidzkim. Z początkiem listopada muzycy rozpoczęli samodzielny etap Down in Your Hole Tour, a jako support grali Gruntruck i Screaming Trees. Z biegiem trwania trasy u Staleya i wokalisty Screaming Trees, Marka Lanegana, nasilał się problem uzależnienia od heroiny. Susan Silver, menedżerka Alice in Chains, zatrudniła prywatnego ochroniarza, mającego pilnować Staleya przed ludźmi handlującymi narkotykami. Cantrell, odnosząc się do różnych ekscesów z udziałem alkoholu oraz używek w trakcie trasy, przyznawał: „Byliśmy […] jak jakieś dzikie wieprze. We wszystko wchodziliśmy. Po kolana”.

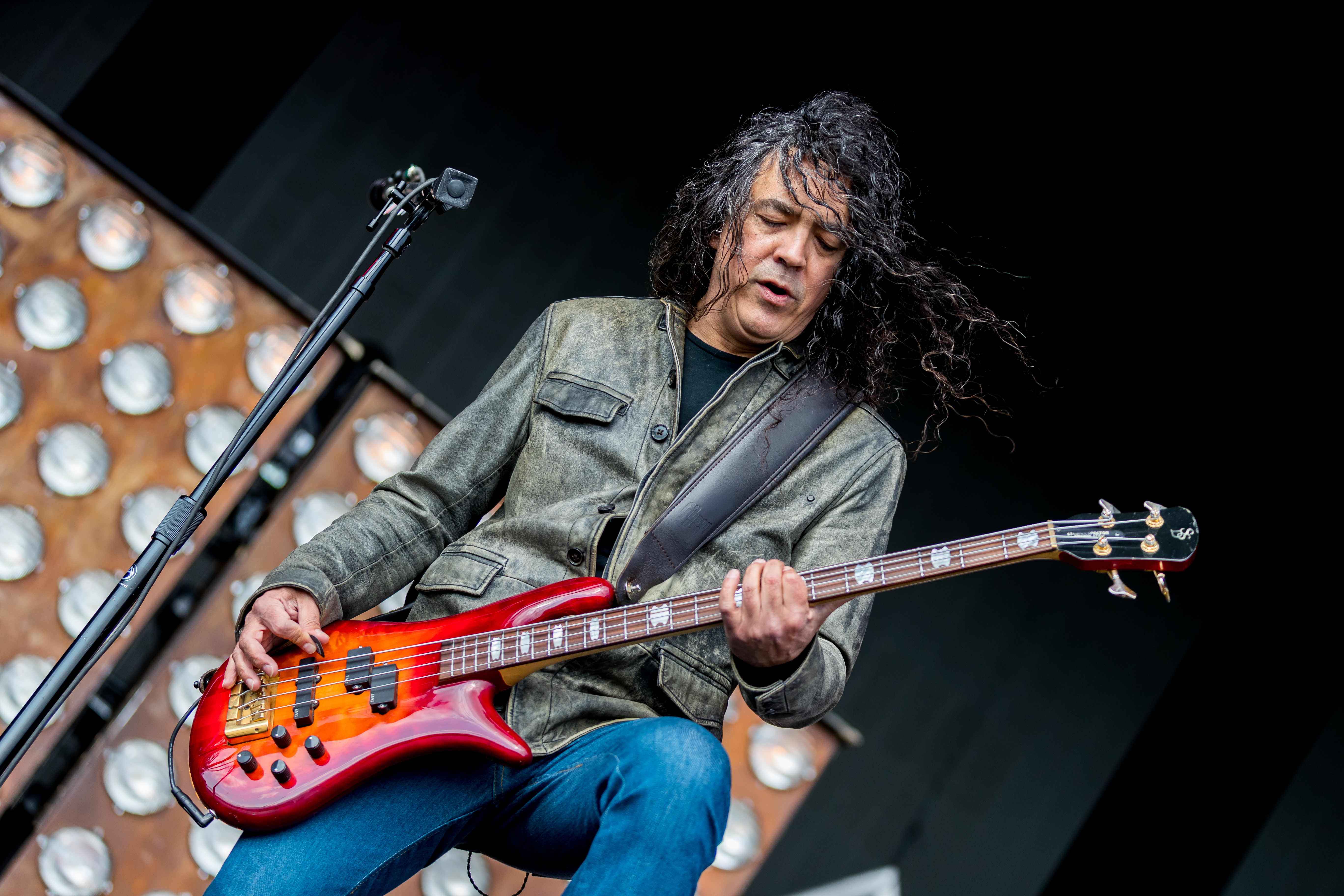
Mike Inez (na zdj. w 2019) dołączył do zespołu w styczniu 1993, zastępując Starra

W styczniu 1993 muzycy wystąpili w Brazylii na festiwalu Hollywood Rock w Rio de Janeiro i São Paulo. Przed wylotem do Europy, w zespole zaszła zmiana personalna. Grupę opuścił zmagający się z uzależnieniem Starr, a jego miejsce zajął Mike Inez, współpracujący z Osbourne’em. Po powrocie z Europy na początku marca, muzycy zagrali w kwietniu krótką trasę po Stanach Zjednoczonych przy wsparciu Circus of Power i Masters of Reality. Korzystając z mniej napiętego harmonogramu koncertowego, w kwietniu odbyli w Bad Animals Studio w Seattle sesję, nagrywając dwa premierowe utwory – „A Little Bitter” oraz „What the Hell Have I”, które wykorzystano na ścieżce dźwiękowej do filmu Bohater ostatniej akcji (1993, reż. John McTiernan).
Od czerwca do sierpnia brali udział w trasie festiwalu muzyki alternatywnej Lollapalooza, występując na głównej scenie obok m.in. Babes in Toyland, Front 242, Primusa, Rage Against the Machine oraz Toola. Staley unikał rozmów na temat swojego uzależnienia nawet z towarzyszącym mu na trasie ojczymem. Kontynuację tournée stanowiły występy w Stanach Zjednoczonych, Europie, Azji i w Australii, przy wsparciu takich wykonawców, jak Clawfinger, My Sister’s Machine, The Poor, Suicidal Tendencies, Sweet Water, TAD czy The Wildhearts. Ponad roczna trasa zakończyła się w listopadzie 1993 na kontynencie australijskim i była ostatnim tak dużym tournée Alice in Chains z udziałem Staleya.

## Odbiór

### Krytyczny
| AllMusic                      | [ 71 ]  |
| „Chicago Tribune”             | [ 128 ] |
| Christgau’s Consumer Guide    | B       |
| „Classic Rock”                | [ 130 ] |
| Encyclopedia of Popular Music | [ 131 ] |
| „Entertainment Weekly”        | A       |
| „Kerrang!”                    | [ 133 ] |
| „Los Angeles Times”           | [ 134 ] |
| „Metal Hammer”                | [ 135 ] |
| Pitchfork                     | 8.7/10  |
| „Q”                           | [ 60 ]  |
| Rolling Stone Album Guide     | [ 137 ] |
| Spin Alternative Record Guide | [ 138 ] |
| „Tylko Rock”                  | [ 139 ] |

Dirt otrzymał w większości pozytywne recenzje od krytyków. Steve Huey z AllMusic napisał: „Album, ze względu na ukazane uzależnienie, stanowi jedną z najbardziej wstrząsających koncepcyjnych płyt w historii”. Zdaniem autora nie wszystkie utwory opowiadają o heroinie. Jak uważał, choć teksty pisane przez Cantrella skupiają się na relacjach osobistych, to skutecznie zachowują spójność tematyczną. W jego ocenie „prawie każda z kompozycji jest przesiąknięta zachorowalnością, obrzydzeniem do siebie i/lub rezygnacją świadomego, ale bezsilnego uzależnionego”, a liryki Staleya opisywał jako „równie skuteczne i konsekwentnie nieszczęśliwe”. Recenzent pozytywnie oceniał pracę Cantrella, wyróżniając jego atonalne riffy i nietypowe metrum. Krytyk z „Alternative Press” pisał: „Wielki krok naprzód w porównaniu do Facelift z 1990. Jeżeli ten ostatni został pogrzebany głęboko pod wodą, to Dirt żegluje bez opamiętania”. Robert Christgau wyrażał mieszaną recenzję, nazywając Dirt „heroinowym albumem” i wystawiając mu ocenę B. „Zespół gra mocniej, głośniej i bardziej metalowo niż Soundgarden, ale cena tej mocy jest taka, że jest brzydsza i głupsza”. Brenda Herrmann z „Chicago Tribune” podkreślała szczerość albumu i przekonywała, że jest on zdecydowanie lepszy od Facelift. Philip Wilding z „Classic Rocka” oceniał, że Dirt jest „albumem pogrążonym w nasionach własnej destrukcji”. Zdaniem autora „brzmi on niczym idealna ścieżka dźwiękowa do pustego lata bezmyślnej nienawiści”. Janiss Garza z „Entertainment Weekly” opisywała płytę w następujących słowach w swojej recenzji: „Dirt jest ponurą psychodelią, medytującą kroniką piekła narkomanii, ustawioną na powolne rytmy Black Sabbath. Ból i wgląd, który udał się do tych dwunastu piosenek sprawiają, że Alice in Chains świeci ponad i poza większość jej sąsiadów z Seattle”.
Don Kyle z brytyjskiego „Kerrang!” zwracał uwagę na „brutalną prawdomówność” stanowiącą „ostrą kołysankę referencji dla ludzkiej wytrzymałości”. Jonathan Gold z „Los Angeles Timesa” uznał Alice in Chains za nieudolną imitację Mother Love Bone i Nirvany. Wyrażał także negatywną opinię o płycie, pisząc: „Na tym albumie, który nawet nie przynosi korzyści z lekko uroczej naiwności debiutu, Alice in Chains jest pompatyczna, tajemnicza, nie ma riffów, nudy. A grupa nawet nie jest rockowa – ta płyta dotyczy kompetencji, a nie ideologii”. Jon Pareles z „The New York Timesa” podkreślał, że utwory są „niestrudzenie ponure” i zawierają bezpośrednie odniesienia do uzależnienia oraz śmierci, a głos Staleya jest „zupełnie bez radości”. Recenzent zaznaczał, że album nie stanowi bezpośredniego odrzucenia ani gloryfikacji nałogu, lecz ukazuje walkę z uzależnieniem. Michael Christopher z PopMatters, recenzując wydawnictwo, stwierdził: „Ciężko będzie znaleźć album bardziej przesiąknięty brutalną prawdą – i dlatego zawsze będzie stanowił jeden z najbardziej kultowych albumów w historii”. Brytyjski branżowy „Q” pisał: „Dirt posiada wielowarstwowe harmonie i modny nihilizm”.
Greg Kot oceniał w książce Rolling Stone Album Guide (2004), że „Dirt jest kandydatem do najsmutniejszego multiplatynowego albumu rockowego w historii”. Lauren Spencer za pośrednictwem magazynu „Spin” zwracała uwagę na brutalność oraz niepokojącą szczerość w tekstach. Autorka zauważała, że dzięki temu album jest „bardziej otwarty i pozwala słuchaczowi zajrzeć do środka”. Jordan Babula z „Teraz Rocka” pisał: „Album dojrzały pod każdym względem – produkcji, kompozycji, wykonania i w warstwie tekstowej […] Brzmienie jest bardzo klarowne; potężne, przestrzenne, choć brudne jak diabli”. Kyle Anderson, autor książki Accidental Revolution: The Story of Grunge (2007), uważał, że wielu wykonawców poruszało w swych tekstach problem uzależnienia, jednak nikt nie przedstawił tego w sposób tak bezpośredni jak Alice in Chains. „Staley razem z zespołem w szczególności byli w stanie odzwierciedlić, poprzez swoje brzmienie, całą historię związaną z uzależnieniem: mrok, desperację i eteryczność, ale z błyskami błogości w tym samym czasie”.

### Komercyjny
17 października 1992 Dirt zadebiutował na 6. miejscu w zestawieniu Billboard 200. W notowaniu pozostał przez sto dwa tygodnie. 2 grudnia otrzymał od Recording Industry Association of America (RIAA) certyfikat platyny w Stanach Zjednoczonych (1 milion sprzedanych kopii). Obok m.in. Badmotorfinger (1991) Soundgarden i debiutu Temple of the Dog (1991), Dirt uplasował się w gronie 100 najlepiej sprzedających się albumów 1992. 21 kwietnia 1993 płyta otrzymała od organizacji Music Canada (MC) certyfikat platyny (100 tys. egzemplarzy). W październiku Dirt osiągnął pułap sprzedaży 35 tys. kopii w Australii, dzięki czemu stowarzyszenie Australian Recording Industry Association (ARIA) przyznało mu certyfikat złotej płyty. 15 grudnia, przekroczywszy próg 2 milionów sprzedanych kopii, Dirt otrzymał certyfikat 2-krotnej platyny w Stanach Zjednoczonych. 1 stycznia 1995 pokrył się złotem w Wielkiej Brytanii (100 tys. sprzedanych kopii). Certyfikat został przyznany przez British Phonographic Industry (BPI). 31 stycznia uzyskał w Stanach Zjednoczonych certyfikat 3-krotnej platyny. Był notowany również na liście „Billboardu” Top Pop Catalog Albums, gdzie 22 czerwca 1996 dotarł do 28. pozycji.
Według danych przedstawionych przez system Nielsen SoundScan Dirt uzyskał na terenie Stanów Zjednoczonych nakład sprzedaży na poziomie 3 milionów 30 tys. kopii. 24 maja 2000 otrzymał od RIAA certyfikat 4-krotnej platyny, przekraczając sprzedaż 4 milionów egzemplarzy w Stanach Zjednoczonych. 5 sierpnia 2022 uzyskał certyfikat 5-krotnej platyny, osiągając próg sprzedaży 5 milionów kopii. W październiku otrzymał od ARIA certyfikat platyny w Australii – 70 tys. egzemplarzy. Po dziś dzień pozostaje najlepiej sprzedającym się albumem w dyskografii zespołu.
2 października 2022, w dniu kończącym tygodniowe notowanie (od 29 września), rocznicowe wydanie Dirt zanotowało sprzedaż na poziomie 26 tys. kopii (co stanowiło wzrost o 641 procent), dzięki czemu album, pierwszy raz od 1994, powrócił do zestawienia Billboard 200, plasując się na 9. miejscu.

### Nagrody i nominacje

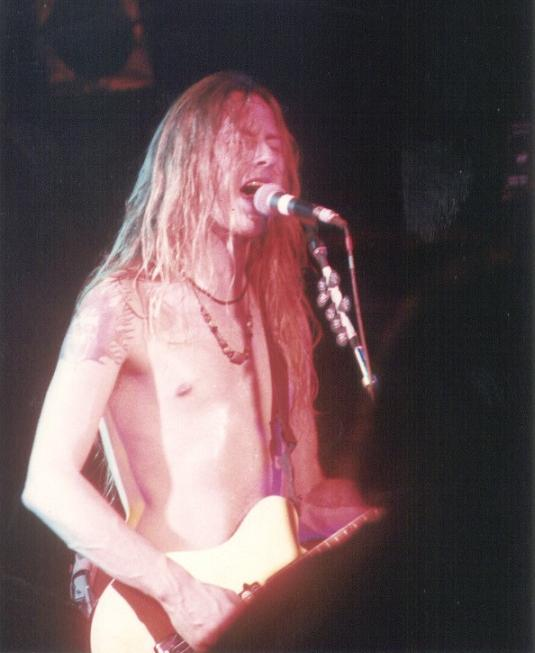
Cantrell w trakcie koncertu w Bostonie, 27 listopada 1992

Dirt został wyróżniony przez National Academy of Recording Arts and Sciences (NARAS) nominacją do nagrody Grammy podczas 35. ceremonii wręczenia statuetek, która odbyła się 24 lutego 1993 w Shrine Auditorium. Album był nominowany w kategorii Best Hard Rock Performance with Vocal, przegrywając z utworem „Give It Away” Red Hot Chili Peppers. Grupa przegrała również rywalizację o MTV Movie Award w kategorii Best Song from a Movie, będąc nominowanym za utwór „Would?” z filmu Samotnicy (1992). 2 września zespół został nagrodzony MTV Video Music Award, wygrywając w kategorii Best Video from a Film, także za utwór „Would?”, pochodzący ze wspomnianego filmu w reżyserii Crowe’a.
| Rok  | Nagroda               | Kategoria                             | Odbiorcy i nominowani | Wynik     | Źródło  |
| ---- | --------------------- | ------------------------------------- | --------------------- | --------- | ------- |
| 1993 | Nagroda Grammy        | Best Hard Rock Performance with Vocal | Dirt                  | Nominacja | [ 154 ] |
| 1993 | MTV Movie Award       | Best Song from a Movie                | „Would?”              | Nominacja | [ 156 ] |
| 1993 | MTV Video Music Award | Best Video from a Film                | „Would?”              | Wygrana   | [ 157 ] |

### Zestawienia
| Rok  | Tytuł                                                               | Publikacja      | Pozycja | Źródło  |
| ---- | ------------------------------------------------------------------- | --------------- | ------- | ------- |
| 1992 | „Album 1992 roku”                                                   | „Kerrang!”      | 1       | [ 158 ] |
| 1992 | „Album 1992 roku”                                                   | „Metal Hammer”  | 1       | [ 159 ] |
| 1992 | „Album 1992 roku”                                                   | „OOR”           | 11      | [ 160 ] |
| 1993 | „Najlepszy album 1992 roku”                                         | „Spin”          | 1       | [ 161 ] |
| 1995 | „Albumy roku 1992–1995”                                             | „Raw”           | 2       | [ 160 ] |
| 1996 | „100 najlepszych albumów lat 1991–96”                               | „Visions”       | 9       | [ 160 ] |
| 1998 | „100 albumów które musisz usłyszeć przed śmiercią”                  | „Kerrang!”      | 49      | [ 160 ] |
| 1999 | „100 albumów które wstrząsnęły polskim rockiem”                     | „Tylko Rock”    | 43      | [ 160 ] |
| 1999 | „100 najważniejszych albumów lat 90.”                               | „Visions”       | 14      | [ 160 ] |
| 2000 | „30 najlepszych albumów lat 90.”                                    | „Classic Rock”  | 12      | [ 160 ] |
| 2001 | „300 najlepszych albumów”                                           | „Rock Hard”     | 77      | [ 160 ] |
| 2001 | „100 najlepszych rockowych albumów w historii”                      | „Classic Rock”  | 50      | [ 160 ] |
| 2003 | „50 najbardziej wpływowych albumów wszech czasów”                   | „Kerrang!”      | 8       | [ 162 ] |
| 2004 | „20 najlepszych albumów grunge’owych w historii”                    | „Spin”          | 6       | [ 163 ] |
| 2005 | „100 najważniejszych albumów lat 90.”                               | „Visions”       | 16      | [ 160 ] |
| 2006 | „100 najlepszych albumów w historii”                                | „Hot Press”     | 44      | [ 160 ] |
| 2006 | „100 najlepszych rockowych albumów w historii”                      | „Kerrang!”      | 39      | [ 160 ] |
| 2009 | „100 najlepszych albumów heavymetalowych”                           | „NME”           | 3       | [ 164 ] |
| 2011 | „10 najlepszych albumów 1992 roku”                                  | „Guitar World”  | 1       | [ 165 ] |
| 2012 | „11 najlepszych albumów metalowych lat 90.”                         | Loudwire        | 7       | [ 166 ] |
| 2017 | „100 najlepszych albumów metalowych w historii”                     | „Rolling Stone” | 26      | [ 167 ] |
| 2019 | „50 najlepszych grunge’owych albumów”                               | „Rolling Stone” | 6       | [ 168 ] |
| 2019 | „13 najposępniejszych albumów rockowych i metalowych wszech czasów” | „Kerrang!”      | 3       | [ 169 ] |
| 2021 | „10 perfekcyjnych rockowych albumów lat 90.”                        | WhatCulture     | 4       | [ 170 ] |
| 2022 | „30 najlepszych rockowych albumów gitarowych 1992 roku”             | „Guitar World”  | 3       | [ 171 ] |
| 2025 | „75 najlepszych metalowych albumów wszech czasów”                   | Consequence     | 15      | [ 172 ] |

## Dziedzictwo
Dirt uznawany jest przez krytyków za opus magnum wydane w złotej erze grunge’u, arcydzieło w dorobku zespołu oraz jeden z najważniejszych albumów w gatunku metalu alternatywnego. Kyle Anderson pisał o nim, że jest jednym z najlepszych albumów wydanych w epoce grunge’u. Pod koniec 1992 redakcje branżowych magazynów muzycznych „Kerrang!” i „Metal Hammer” uznały drugi album studyjny Alice in Chains za najlepsze wydawnictwo roku. W opublikowanym w 2003 zestawieniu „50 najbardziej wpływowych albumów wszech czasów” „Kerrang!”, Dirt został zamieszczony na 8. pozycji. W kwietniu 2008 szwedzki „Close-Up” uznał płytę Alice in Chains za 5. najlepszy album dekady. W 2011 „Guitar World” ogłosił album najlepszym wydawnictwem 1992, wyprzedzając w rankingu takie płyty, jak m.in. Countdown to Extinction (1992) Megadeth, Vulgar Display of Power (1992) Pantery oraz Fear of the Dark (1992) Iron Maiden. Joe Robinson z magazynu on-line Loudwire określił Dirt mianem jednego z najlepszych albumów metalowych lat 90., zestawiając go obok Rust in Peace (1990) Megadeth i Ænima (1996) Toola. Swą ocenę autor uzasadniał: „Alice in Chains jako jeden z nielicznych zespołów potrafi łączyć fanów muzyki metalowej i grunge’owej”. James Conway pisał na łamach brytyjskiego „VultureHound”: „Pozostaje klasykiem gatunku. Niestety, cierpienie to udokumentowane jest zbyt realnie, a zespół nie był w stanie ponownie odzyskać tej mocy”.
Album – ze względu na przesterowane brzmienie gitar i pesymistyczny nastrój – częstokrotnie uznawany jest za jedno z ważniejszych wydawnictw stylu sludge metal, będącego fuzją gatunków doom metal i hardcore punk. Dirt został wyróżniony również przez kanadyjskiego dziennikarza muzycznego Martina Popoffa, który sklasyfikował go na 52. pozycji w wydanej przez siebie książce The Top 500 Heavy Metal Albums of All Time w 2004. Rok później płyta zespołu została zamieszczona w będącej zbiorem ocen i recenzji najważniejszych wydawnictw muzycznych z lat 1955–2005 książce 1001 Albums You Must Hear Before You Die, gdzie podkreślono, że album pomógł ukształtować grunge jako odrębny gatunek muzyki alternatywnej.
Album stał się również inspiracją dla wielu muzyków. Corey Taylor przyznawał, że „«Would?» to jedna z moich ulubionych kompozycji. Kiedy usłyszałem ją po raz pierwszy, uświadomiłem sobie, że w muzyce jest wszystko możliwe […] «Would?» wyszedł i uderzył mnie prosto w twarz. Pamiętam, że pomyślałem sobie wtedy, że to może być jeden z największych utworów jakie napisano!”. Perkusista Metalliki, Lars Ulrich wyznał, że największe wrażenie wywarł na nim liryczny ciężar, a sam album scharakteryzował jako „niesamowicie głęboki i mroczny”. Jednocześnie przyznawał, że  był on jednym z najczęściej słuchanych przez niego wydawnictw, jakie ukazały się w 1992. Robb Flynn z Machine Head wspominał Dirt jako „cholernie dobry”, dodając, że „mnóstwo czasu tego słuchałem”. Wokalista i gitarzysta Godsmack, Sully Erna twierdził, że „gdy wyszedł Dirt, długo nie opuszczał mojego odtwarzacza. Nigdy wcześniej nie słyszałem, by czyjś głos brzmiał tak przebojowo na jakiejś płycie. Jest powodem, dla którego zacząłem śpiewać”. W ocenie „Metal Hammera”, Dirt miał również znaczący wpływ na szereg płyt innych wykonawców, w tym m.in. Purple (1994) Stone Temple Pilots, Sixteen Stone (1994) Bush, My Own Prison (1997) Creed czy debiut Godsmack z 1998.
29 września 2017, w 25. rocznicę premiery Dirt,  William Goodman z „Billboardu” nazwał Alice in Chains „królami grunge’u” oraz zaznaczył, że nie było w tamtych czasach bardziej nihilistycznego i agresywnego albumu niż Dirt. „Heroina i inne uzależnienia odgrywały główną rolę na scenie muzycznej Seattle; wiele zespołów wykorzystało lub zostało zainspirowanych jej zniszczeniem. Ale żadna inna grupa tak rażąco nie zwróciła się w stronę swojej ciemnej spirali zarówno pod względem lirycznym, jak i muzycznym […] Dirt jest jednak [i na zawsze pozostanie], artystyczną marką wysokiej wody Alice in Chains. Emocjonalny ciężar jest przytłaczający, muzyka odurzająca, następstwo rozdzierające serce. Brzmienie Seattle nie byłoby możliwe bez ich wkładu i poświęcenia”.
18 września 2020 Dirt ukazał się jako tribute album w ramach serii Redux, wydanej przez wytwórnię Magnetic Eye, zawierający nowe aranżacje wszystkich trzynastu utworów w wykonaniu zespołów undergroundowych.

## Lista utworów
| Wersja wydana w Stanach Zjednoczonych | Wersja wydana w Stanach Zjednoczonych | Wersja wydana w Stanach Zjednoczonych              | Wersja wydana w Stanach Zjednoczonych |
| Nr                                    | Tytuł utworu                          | Autorzy                                            | Długość                               |
| ------------------------------------- | ------------------------------------- | -------------------------------------------------- | ------------------------------------- |
| 1.                                    | „Them Bones”                          | Jerry Cantrell                                     | 2:30                                  |
| 2.                                    | „Dam That River”                      | Cantrell                                           | 3:09                                  |
| 3.                                    | „Rain When I Die”                     | Layne Staley • Cantrell • Mike Starr • Sean Kinney | 6:03                                  |
| 4.                                    | „Down in a Hole”                      | Cantrell                                           | 5:38                                  |
| 5.                                    | „Sickman”                             | Staley • Cantrell                                  | 5:31                                  |
| 6.                                    | „Rooster”                             | Cantrell                                           | 6:15                                  |
| 7.                                    | „Junkhead”                            | Staley • Cantrell                                  | 5:11                                  |
| 8.                                    | „Dirt”                                | Staley • Cantrell                                  | 5:18                                  |
| 9.                                    | „God Smack”                           | Staley • Cantrell                                  | 3:52                                  |
| 10.                                   | „Untitled”                            | Cantrell                                           | 0:43                                  |
| 11.                                   | „Hate to Feel”                        | Staley                                             | 5:16                                  |
| 12.                                   | „Angry Chair”                         | Staley                                             | 4:48                                  |
| 13.                                   | „Would?”                              | Cantrell                                           | 3:27                                  |
|                                       |                                       |                                                    | 57:41                                 |

| Wersja wydana w Australii | Wersja wydana w Australii | Wersja wydana w Australii          | Wersja wydana w Australii |
| Nr                        | Tytuł utworu              | Autorzy                            | Długość                   |
| ------------------------- | ------------------------- | ---------------------------------- | ------------------------- |
| 1.                        | „Them Bones”              | Cantrell                           | 2:30                      |
| 2.                        | „Dam That River”          | Cantrell                           | 3:09                      |
| 3.                        | „Rain When I Die”         | Staley • Cantrell • Starr • Kinney | 6:03                      |
| 4.                        | „Sickman”                 | Staley • Cantrell                  | 5:31                      |
| 5.                        | „Rooster”                 | Cantrell                           | 6:15                      |
| 6.                        | „Junkhead”                | Staley • Cantrell                  | 5:11                      |
| 7.                        | „Dirt”                    | Staley • Cantrell                  | 5:18                      |
| 8.                        | „God Smack”               | Staley • Cantrell                  | 3:52                      |
| 9.                        | „Iron Gland”              | Cantrell                           | 0:43                      |
| 10.                       | „Hate to Feel”            | Staley                             | 5:16                      |
| 11.                       | „Angry Chair”             | Staley                             | 4:48                      |
| 12.                       | „Down in a Hole”          | Cantrell                           | 5:38                      |
| 13.                       | „Would?”                  | Cantrell                           | 3:27                      |
|                           |                           |                                    | 57:41                     |

| Wersja wydana w Europie i Kanadzie | Wersja wydana w Europie i Kanadzie | Wersja wydana w Europie i Kanadzie | Wersja wydana w Europie i Kanadzie |
| Nr                                 | Tytuł utworu                       | Autorzy                            | Długość                            |
| ---------------------------------- | ---------------------------------- | ---------------------------------- | ---------------------------------- |
| 1.                                 | „Them Bones”                       | Cantrell                           | 2:30                               |
| 2.                                 | „Dam That River”                   | Cantrell                           | 3:09                               |
| 3.                                 | „Rain When I Die”                  | Staley • Cantrell • Starr • Kinney | 6:03                               |
| 4.                                 | „Sickman”                          | Staley • Cantrell                  | 5:31                               |
| 5.                                 | „Rooster”                          | Cantrell                           | 6:15                               |
| 6.                                 | „Junkhead”                         | Staley • Cantrell                  | 5:11                               |
| 7.                                 | „Dirt”                             | Staley • Cantrell                  | 5:18                               |
| 8.                                 | „God Smack”                        | Staley • Cantrell                  | 3:52                               |
| 9.                                 | „Untitled”                         | Cantrell                           | 0:43                               |
| 10.                                | „Hate to Feel”                     | Staley                             | 5:16                               |
| 11.                                | „Angry Chair”                      | Staley                             | 4:48                               |
| 12.                                | „Down in a Hole”                   | Cantrell                           | 5:38                               |
| 13.                                | „Would?”                           | Cantrell                           | 3:27                               |
|                                    |                                    |                                    | 57:41                              |

| Wersja wydana w Japonii | Wersja wydana w Japonii | Wersja wydana w Japonii            | Wersja wydana w Japonii |
| Nr                      | Tytuł utworu            | Autorzy                            | Długość                 |
| ----------------------- | ----------------------- | ---------------------------------- | ----------------------- |
| 1.                      | „Them Bones”            | Cantrell                           | 2:30                    |
| 2.                      | „Dam That River”        | Cantrell                           | 3:09                    |
| 3.                      | „Rain When I Die”       | Staley • Cantrell • Starr • Kinney | 6:03                    |
| 4.                      | „Sickman”               | Staley • Cantrell                  | 5:31                    |
| 5.                      | „Rooster”               | Cantrell                           | 6:15                    |
| 6.                      | „Junkhead”              | Staley • Cantrell                  | 5:11                    |
| 7.                      | „Dirt”                  | Staley • Cantrell                  | 5:18                    |
| 8.                      | „God Smack”             | Staley • Cantrell                  | 3:52                    |
| 9.                      | „Hate to Feel”          | Staley                             | 5:16                    |
| 10.                     | „Angry Chair”           | Staley                             | 4:48                    |
| 11.                     | „Down in a Hole”        | Cantrell                           | 5:38                    |
| 12.                     | „Would?”                | Cantrell                           | 3:27                    |
|                         |                         |                                    | 56:58                   |

## Personel
Opracowano na podstawie materiału źródłowego:
| Alice in Chains - Layne Staley – śpiew, gitara rytmiczna (11, 12) - Jerry Cantrell – śpiew, gitara rytmiczna, gitara prowadząca, gitara klasyczna (sześcio- i dwunastostrunowa; 4), wokal wspierający, talk box (3) - Mike Starr – gitara basowa - Sean Kinney – perkusja Muzycy sesyjni - Tom Araya – głos (10) | Produkcja - Producent muzyczny: Dave Jerden, Rick Parashar (13) - Inżynier dźwięku: Bryan Carlstrom, asystenci: Annette Cisneros, Ulrich Wild - Miksowanie: Dave Jerden w Eldorado Recording Studios, Los Angeles, asystent: Annette Cisneros - Mastering: Steve Hall i Eddy Schreyer w Future Disc, Hollywood Oprawa graficzna - Design: David Coleman, Doug Erb - Dyrektor artystyczny: Mary Maurer - Zdjęcia: Rocky Schenck Management - A&R: Nick Terzo - Zarządzanie: Kelly Curtis, Susan Silver |

## Pozycje na listach i certyfikaty
| Lista (1992)                                                | Pozycja |
| ----------------------------------------------------------- | ------- |
| Billboard 200 (Stany Zjednoczone)                           | 6       |
| Oricon Albums Chart (Japonia)                               | 93      |
| RPM 100 Albums (Kanada)                                     | 25      |
| Suomen virallinen lista (Finlandia)                         | 11      |
| Lista (1993)                                                | Pozycja |
| Billboard Hard Music Albums (Stany Zjednoczone)             | 5       |
| CD/MC Top 100 (Holandia)                                    | 17      |
| NZ Top 40 Albums Chart (Nowa Zelandia)                      | 36      |
| Official Albums Chart Top 75 (Wielka Brytania)              | 42      |
| Offizielle Top 100 (Niemcy)                                 | 37      |
| Top 50 Albums (Australia)                                   | 13      |
| Topp 40 Album (Norwegia)                                    | 15      |
| Topplistan (Szwecja)                                        | 11      |
| Lista (1996)                                                | Pozycja |
| Top Pop Catalog Albums (Stany Zjednoczone)                  | 28      |
| Lista (2015)                                                | Pozycja |
| Top of the Shops (Chorwacja)                                | 40      |
| Lista (2022)                                                | Pozycja |
| Alben Top 100 (Szwajcaria)                                  | 24      |
| Album Top-40 (Dania)                                        | 27      |
| Billboard 200 (Stany Zjednoczone)                           | 9       |
| Billboard Top Alternative Albums (Stany Zjednoczone)        | 1       |
| Billboard Top Hard Rock Albums (Stany Zjednoczone)          | 1       |
| Billboard Top Rock Albums (Stany Zjednoczone)               | 1       |
| Billboard Top Rock & Alternative Albums (Stany Zjednoczone) | 1       |
| Billboard Top Tastemaker Albums (Stany Zjednoczone)         | 3       |
| Dutch Album Top 100 (Holandia)                              | 40      |
| Italy Albums Top 100 (Włochy)                               | 40      |
| NZ Top 40 Albums Chart (Nowa Zelandia)                      | 5       |
| Official Albums Chart Top 100 (Wielka Brytania)             | 36      |
| Official Irish Albums Chart Top 50 (Irlandia)               | 28      |
| Official Rock & Metal Albums Chart Top 40 (Wielka Brytania) | 1       |
| Official Scottish Albums Chart Top 100 (Szkocja)            | 7       |
| Offizielle Top 100 (Niemcy)                                 | 25      |
| OLiS (Polska)                                               | 27      |
| Suomen virallinen lista (Finlandia)                         | 24      |
| Top 100 Albums Chart (Hiszpania)                            | 17      |
| Top 50 Albums (Australia)                                   | 48      |
| Top 50 Albums (Portugalia)                                  | 11      |
| Ultratop 200 Albums (Belgia)                                | 55      |
| Ultratop 200 Albums (Wa) (Belgia)                           | 23      |
| Ö3 Austria Top 40 (Austria)                                 | 62      |
| Lista (2024)                                                | Pozycja |
| Billboard Top Hard Rock Albums (Stany Zjednoczone)          | 24      |
| OLiS – albumy – winyle (Polska)                             | 24      |
| Lista (2025)                                                | Pozycja |
| Billboard Top Hard Rock Albums (Stany Zjednoczone)          | 16      |
| Billboard Top Rock & Alternative Albums (Stany Zjednoczone) | 47      |
| Official Rock & Metal Albums Chart Top 40 (Wielka Brytania) | 23      |
| Official Scottish Albums Chart Top 100 (Szkocja)            | 94      |
| OLiS – albumy fizycznie (Polska)                            | 86      |

| Lista (1993)                                       | Pozycja |
| -------------------------------------------------- | ------- |
| Billboard 200 (Stany Zjednoczone)                  | 39      |
| Lista (2024)                                       | Pozycja |
| Billboard Top Hard Rock Albums (Stany Zjednoczone) | 25      |

| 1992                                                     | „Would?”         | 31 | –  | 69 | 17 | 19 | –  | 33 |
| 1992                                                     | „Them Bones”     | 24 | 30 | 93 | –  | 26 | 22 | –  |
| 1992                                                     | „Angry Chair”    | 34 | 27 | –  | –  | 33 | 28 | –  |
| 1993                                                     | „Rooster”        | 7  | –  | –  | –  | –  | –  | –  |
| 1993                                                     | „Down in a Hole” | 10 | –  | –  | –  | 36 | 29 | –  |
| „–” oznacza, że singel nie był notowany na danej liście. |                  |    |    |    |    |    |    |    |

| Państwo                  | Certyfikat         | Sprzedaż   |
| ------------------------ | ------------------ | ---------- |
| Australia (ARIA)         | platynowa płyta    | 70 000+    |
| Kanada (MC)              | platynowa płyta    | 100 000+   |
| Stany Zjednoczone (RIAA) | 5× platynowa płyta | 5 000 000+ |
| Wielka Brytania (BPI)    | złota płyta        | 100 000+   |